# 贺日斯台站
贺日斯台站是一个集通线上的铁路车站，位于内蒙古自治区锡林郭勒盟正蓝旗贺日斯台苏木，建于1995年，目前为五等站，邮政编码为027216。目前客运：办理旅客乘降；不办理行李、包裹托运；不办理货运营业。